# Courtételle
Courtételle (ancien nom allemand : Cortitel) est une commune suisse du canton du Jura, située dans le district de Delémont.

## Géographie

Photo aérienne (1955)

La commune de Courtételle se trouve à 4 km à vol d’oiseau au sud-ouest de Delémont, dans la vallée de la Sorne. Le territoire communal s’étend de 426 mètres à l'endroit la Sorne quitte la commune, 441 mètres (altitude du village) et 1 133 mètres, au lieu-dit Mont-Dessus, sur la chaîne du Vellerat, au sud de la localité.
Au nord, le Bois-de-Chaux, qui culmine à 614 mètres d’altitude, marque la frontière avec la commune voisine de Develier.
La commune est traversée par les Ruisseaux de Châtillon, et du Sâcy, tous deux affluents de la Sorne.
Les hameaux de Courtemelon et de Sur-chaux font partie de la commune de Courtételle.
À l'ouest du village, entre Courtételle et Courfaivre est érigé le reposoir de St Fromond aussi appelé "La chapelle des champs". Celui-ci a pour objectif de protéger le bétail de la commune. Il a été construit en 1960 en l'honneur de Saint Fromond qui en fait, n'a jamais été officiellement canonisé. Il est reconnu dans le Jura pour avoir vécu dans le village ajoulot de Bonfol. Il est vénéré pour la conservation du bétail et le soutien des croyants das leurs petits malheurs. Il était principalement reconnu comme guérisseur de bétail, c'est-à-dire comme un bon vétérinaire. Une fois par année, une messe est donnée en ce lieu.
Courtételle a une superficie de 13,56 km (5,24 mi2). Sur cette superficie, 7,55 km (2,92 mi2) ou 55,6 % sont utilisés à des fins agricoles, tandis que 4,87 km (1,88 mi2) ou 35,9 % sont boisés. Sur le reste des terres, 1,11 km (0,43 mi2) ou 8,2 % sont colonisés (bâtiments ou routes), 0,04 km (9,9 acres) ou 0,3 % sont soit des rivières ou des lacs et 0,01 km (2,5 acres) ou 0,1 % est une terre improductive.
De la zone bâtie, les logements et les bâtiments représentaient 4,2 % et les infrastructures de transport, 2,3 %. Sur les terres boisées, 32,9 % de la superficie totale des terres sont fortement boisées et 3,0 % sont couvertes de vergers ou de petites grappes d'arbres. Sur les terres agricoles, 31,8 % sont utilisés pour la culture et 14,4 % pour les pâturages et 8,5 % pour les pâturages alpins.
La municipalité est située dans le quartier Delémont, au-dessus de Delémont, sur la rive droite de la rivière Sorne. Il se compose du village de Courtételle et de plusieurs hameaux et fermes dispersés.
Les communes de Bourrignon, Châtillon, Courrendlin, Courtételle, Delémont, Ederswiler, Mettembert, Movelier, Pleigne, Rebeuvelier, Rossemaison et Vellerat envisagent une fusion à une date ultérieure dans la nouvelle commune avec un nom indéterminé à partir de 2011.

## Communes limitrophes
Courtételle borde Delémont et Develier au nord, Haute-Sorne à l'ouest et au sud et Rossemaison et Châtillon à l'est.

## Histoire
La région autour de Courtételle était habitée à l’âge du fer puis à l’époque romaine, comme le témoignent les découvertes archéologiques des années 1970.
Le 21 février 666, Caticus, duc d'Alsace, rencontra saint Germain et saint Randoald dans la basilique Saint-Maurice (nom pompeux donné à la petite église dressée au pied de la colline de Chaux, sur le territoire de la commune de Courtételle). Un jour de l'année 666, les deux religieux furent assassinés par les hommes de Caticus, alors qu'il regagnaient à pied le monastère de Moutier-Granval. La tradition situe ce drame à la Communance (entre Courtételle et la ville voisine de Delémont). C'est le plus ancien souvenir historique de la vallée de Delémont.
La première mention du village remonte à 1178, sous le nom de Curtetele.
Comme les autres villages libres de la seigneurie de Delémont, Courtételle revint à l’évêché de Bâle en 1271.
De 1793 à 1815, Courtételle a appartenu à la France, dans le département du Mont-Terrible, puis dans celui du Haut-Rhin, dès 1800. À la suite d'une décision du Congrès de Vienne, en 1815, la commune de Courtételle a été attribuée au canton de Berne.
Depuis le 1er janvier 1979, la commune fait partie du canton du Jura.
Les familles Berdat, Beuchat, Cerf, Chételat, Comte, Freléchoz, Frund, Hennet, Joliat, Membrez, Parrat, Rais, Rossé et Schaffter sont originaires de Courtételle.
Lors de fouilles archéologiques sur le site de l'ancienne basilique Saint-Maurice, démolie en 1740, on a trouvé les fondations d'une église du Xe au XIIIe siècle ainsi que les vestiges d'une cour fortifiée.
L'église paroissiale de Saint-Sixte a été construite en 1727-1729. Le centre-ville compte plusieurs fermes typiques des XVIIe et XVIIIe siècles. Le moulin de Courtételle aux fenêtres de style gothique tardif a été construit en 1623 et reconstruit en 1805.

## Hameau de Sur-Chaux
Sur-Chaux, est un hameau de la commune de Courtételle. Situé à 550 mètres d'altitude, le hameau est composé de cinq maisons et deux hangars agricoles. On y trouve un commerce « Le P'tit Local » spécialisé dans la vente d'huiles, de céréales et de légumineuses issues de l'agriculture biologique produites sur le domaine.[pertinence contestée].

## Armoiries
Le blason des armoiries municipales est de gueules, coupeaux de Six Vert bordés d'or.

## Formation
Fondation rurale interjurassiene (ancienne École d’agriculture de Courtemelon) Site de la fondation

## Économie
Le village de Courtételle s'est industrialisé durant la deuxième moitié du XIXe siècle, notamment avec le développement d’ateliers de boîtes de montre. Dès 1975, la crise de l'industrie horlogère a provoqué la disparition de nombreux emplois. On trouve encore aujourd'hui, deux usines désaffectées au sein du village.
Aujourd'hui, l'industrie locale offre des emplois dans les domaines de la construction métallique et de la mécanique de précision.
Le village abrite de nombreux pendulaires travaillant à Delémont.

## Démographie
La population est en augmentation depuis 2004, la commune a gagné plus de 400 habitants depuis 15 ans. Elle comptait 2 613 habitants le 31 décembre 2018.
En 2008, 13,0 % de la population étaient des ressortissants étrangers. Au cours des 10 dernières années (2000-2010), la population a changé à un taux de 7 %. Les migrations représentaient 1,2 %, tandis que les naissances et les décès représentaient 3,9 %.
La majorité de la population (en 2000) parle le français (1999 ou 91,7 %) comme première langue, l'italien est la deuxième langue la plus utilisée (57 ou 2,6 %) et l'allemand la troisième (46 ou 2,1 %).
En 2008, la population était de 49,3 % d'hommes et 50,7 % de femmes. La population était composée de 995 hommes suisses (42,3 % de la population) et 164 hommes non suisses (7,0 %). Il y avait 1 052 femmes suisses (44,7 %) et 142 femmes non suisses (6,0 %). De la population de la commune, 859 soit environ 39,4 % sont nés à Courtételle et y vivaient en 2000. 748 ou 34,3 % sont nés dans le même canton, tandis que 264 ou 12,1 % sont nés ailleurs en Suisse et 272 ou 12,5 % sont nés hors de Suisse.
En 2000, les enfants et les adolescents (0-19 ans) représentent 26,8 % de la population, tandis que les adultes (20-64 ans) représentent 60,1 % et les seniors (plus de 64 ans) 13 %.
En 2000, il y avait 924 personnes célibataires et jamais mariées dans la municipalité. Il y avait 1 049 personnes mariées, 111 veuves ou veufs et 96 personnes divorcées.
En 2000, la municipalité comptait 859 ménages privés et une moyenne de 2,5 personnes par ménage. Il y avait 238 ménages composés d'une seule personne et 73 ménages de cinq personnes ou plus. En 2000, 845 appartements (92,8 % du total) étaient occupés en permanence, tandis que 37 appartements (4,1 %) étaient occupés de façon saisonnière et 29 appartements (3,2 %) étaient vides. En 2009, le taux de construction de nouveaux logements était de 0,4 nouveau logement pour 1 000 habitants. Le taux d'inoccupation de la commune, en 2010, était de 1,08.

## Transports
- La gare de Courtételle, sur la ligne de Delémont à Delle, est desservie par des trains CFF des relations Bienne-Delémont-Delle et Bâle-Delémont-Porrentruy
- Autoroute A16 (Bienne-Boncourt)  10 (Delémont Ouest)
- La ligne 15 de carpostal, qui dessert également une partie de Delémont.

## Politique
Lors des élections fédérales de 2007, le parti le plus populaire était le PS qui a obtenu 43,76 % des voix. Les trois partis suivants les plus populaires étaient le PDC (22,56 %), le PAB (13,05 %) et le PCSI (10,39 %). Aux élections fédérales, un total de 634 voix ont été exprimées et le taux de participation a été de 40,8 %.

## Économie
En 2010, Courtételle avait un taux de chômage de 5,8 %. En 2008, 46 personnes étaient employées dans le secteur économique primaire et une vingtaine d'entreprises impliquées dans ce secteur. 339 personnes étaient employées dans le secteur secondaire et il y avait 26 entreprises dans ce secteur. 287 personnes étaient employées dans le secteur tertiaire, avec 55 entreprises dans ce secteur. Il y avait 1 059 résidents de la municipalité qui étaient employés dans une certaine mesure, dont les femmes représentaient 40,3 % de la main-d'œuvre.
En 2008, le nombre total d'emplois équivalents temps plein était de 582. Le nombre d'emplois dans le secteur primaire était de 33, dont 30 dans l'agriculture et 3 dans la foresterie ou la production de bois d'œuvre. Le nombre d'emplois dans le secteur secondaire était de 329, dont 262 (79,6 %) dans l'industrie manufacturière et 67 (20,4 %) dans la construction. Le nombre d'emplois dans le secteur tertiaire était de 220. Dans le secteur tertiaire; 64 ou 29,1 % étaient dans la vente en gros ou au détail ou la réparation de véhicules automobiles, 10 ou 4,5 % étaient dans le mouvement et l'entreposage de marchandises, 12 ou 5,5 % étaient dans un hôtel ou un restaurant, 2 ou 0,9 % étaient dans l'industrie de l'information 6 ou 2,7 % étaient du secteur de l'assurance ou de la finance, 6 ou 2,7 % étaient des professionnels techniques ou des scientifiques, 65 ou 29,5 % étaient dans l'éducation et 18 ou 8,2 % étaient dans les soins de santé.
En 2000, il y avait 440 travailleurs qui faisaient la navette dans la municipalité et 733 travailleurs qui faisaient la navette. La municipalité est un exportateur net de travailleurs, avec environ 1,7 travailleur quittant la municipalité pour chacun entrant. Environ 12,3 % des effectifs entrant à Courtételle proviennent de l'étranger. De la population active, 11,3 % ont utilisé les transports en commun pour se rendre au travail et 66,1 % ont utilisé une voiture privée.

## Religion
D'après le recensement de 2000, 1 736 ou 79,6 % étaient catholiques romains, tandis que 188 ou 8,6 % appartenaient à l'Église réformée suisse. Dans le reste de la population, il y avait un membre d'une église orthodoxe et 63 personnes (soit environ 2,89 % de la population) appartenaient à une autre église chrétienne. Il y avait 52 (soit environ 2,39 % de la population) qui étaient islamiques. Il y avait une personne qui était bouddhiste et quatre personnes qui appartenaient à une autre église. 110 (soit environ 5,05 % de la population) n'appartiennent à aucune église, sont agnostiques ou athées, et 56 personnes (soit environ 2,57 % de la population) n'ont pas répondu à la question.

## Éducation
À Courtételle, environ 818 personnes, ou (37,5 %) de la population ont achevé un enseignement secondaire supérieur non obligatoire, et 166 ou (7,6 %) ont achevé un enseignement supérieur supplémentaire (soit universitaire, soit dans une Fachhochschule). Sur les 166 diplômés de l'enseignement supérieur, 65,1 % étaient des hommes suisses, 21,7 % des femmes suisses, 10,2 % des hommes non suisses et 3,0 % des femmes non suisses.
Le système scolaire du canton du Jura prévoit deux années de maternelle obligatoires, suivies de six années d'école primaire. Elle est suivie de trois années obligatoires de premier cycle du secondaire où les élèves sont séparés selon leurs capacités et leurs aptitudes. Après le premier cycle du secondaire, les élèves peuvent fréquenter un lycée facultatif de trois ou quatre ans, suivi d'une certaine forme d'enseignement supérieur, ils peuvent également entrer en apprentissage.
Au cours de l'année scolaire 2009-2010, aucun élève ne fréquentait l'école à Courtételle. En 2000, Courtételle comptait 28 élèves originaires d'une autre commune, tandis que 150 habitants fréquentaient des écoles en dehors de la commune.

## Personnalités
- Pierre-André Comte (1955-), homme politique
- Léon Froidevaux, journaliste et musicien[4]
- Jean-François Roth (1952-), homme politique